# 蠶室大橋
蠶室大橋（韩语：／ Jamsil Daegyo）是一条横跨汉江的桥梁，位于韩国首尔。桥梁两端连接松坡區和廣津區，于1970年10月通车。大桥全长1280米，耗资20.13亿韩元建造。该桥也是第六条横越汉江的桥梁。